# Takeši Natori
Takeši Natori byl japonský fotbalista.

## Reprezentační kariéra
Takeši Natori odehrál za japonský národní tým v roce 1934 celkem 1 reprezentační utkání. S japonskou reprezentací se zúčastnil Her Dálného východu 1934.

## Statistiky
| Japonsko | Japonsko | Japonsko |
| Roky     | Záp.     | Góly     |
| -------- | -------- | -------- |
| 1934     | 1        | 1        |
| Celkem   | 1        | 1        |